# 浅草警察署
浅草警察署（あさくさけいさつしょ）は、警視庁が管轄する警察署の一つである。第六方面本部所属。
台東区の東北部を管轄している。
識別章所属表示はSC。

## 概要
東京都台東区の浅草・上野副都心一帯および下町の住宅街、商業街、ビジネス街を主要管轄地としている。国の重要文化財が置かれる浅草寺も管轄することから警備面では非常に強化されており、年末年始の参拝行事の際は毎年警察庁警備局との合同警備が実施される。
浅草警察署は東京の副都心を管轄しており、署の格付けでは警視庁の「大規模警察署」に分類されているため、警察署長には警視正が任命される。署員数は約320名。

## 所在地
- 東京都台東区浅草四丁目47番11号

## 管轄区域
いずれも台東区。
- 雷門一・二丁目（全域）
- 花川戸一・二丁目（全域）
- 浅草一・二・三・四・五・六・七丁目（全域）
- 西浅草三丁目（西浅草一・二丁目は蔵前警察署の管轄）
- 千束一丁目、二丁目（33番から36番までを除く）、三・四丁目（千束二丁目33番から36番は下谷警察署の管轄）
- 東浅草一・二丁目（全域）
- 日本堤一丁目、二丁目（36番から39番までを除く）（日本堤二丁目36番から39番は下谷警察署の管轄）
- 清川一・二丁目（全域）
- 橋場一・二丁目（全域）
- 今戸一・二丁目（全域）

## 沿革
警視庁管内でも日本全国でも指折りの長い歴史ある警察署であり、東京水上警察署とともに日本の近代警察制度草創期から存在する。1874年（明治7年）1月15日の東京警視庁設立後、翌年に前身となる警察署が発足した。
- 1875年（明治8年）12月2日、警視庁第5方面第4署が田町二丁目22番地に設けられ[1]、警察署としての形態を整える。これが浅草警察署の前身となる。
- 1881年（明治14年）1月14日、「田町警察署」に改称[1]。
- 1885年（明治19年）7月3日、「浅草田町警察署」に改称[1]。
- 1890年（明治23年）10月25日、現在の所在地に庁舎を移転し、「浅草象潟（きさかた）警察署」に改称[1]。しばしば「象潟警察署」と略記された[注釈 1]。
- 1945年（昭和20年）
  - 3月10日の東京大空襲により、当署の庁舎が被害を受け、一時的に浅草国民学校の仮庁舎に移転[1]。
  - 3月18日、当時の日本堤警察署（現在の警視庁第六方面本部）に移転[1]。
  - 5月17日、菊屋橋・蔵前・日本堤の各警察署と統合する形で「浅草警察署」に改称[3]。
- 1947年7月1日、現所在地にて庁舎を再築[1]。
- 1948年（昭和23年）1月8日、署内の留置場から5人が脱走。風呂場の鉄柵をヤスリで削って切断して逃げたもの[4]。
- 1979年（昭和54年）6月9日、山谷地区交番（現存しない）で立ち番をしていた警察官が男に包丁で刺殺される[5]。
- 1980年（昭和55年）5月20日に鉄筋コンクリート造り、地上6階、地下1階の[要出典]庁舎が竣工[1]。

## 組織
- 警務課
- 会計課
- 交通課
- 警備課
- 地域課
- 刑事組織犯罪対策課
- 生活安全課

## 交番
- 西浅草三丁目交番（台東区西浅草3丁目28番21号）
- 公園六区交番（台東区浅草2丁目6番6号）
- 雷門交番（台東区浅草1丁目3番1号）
- 花川戸交番（台東区花川戸1丁目2番1号）
- 聖天町交番（台東区浅草7丁目2番1号）
- 橋場交番（台東区清川2丁目1番2号）
- 東浅草交番（台東区東浅草2丁目1番12号）
- 吉原交番（台東区千束4丁目33番14号）
- 日本堤交番（台東区日本堤1丁目24番13号）

## 警備派出所
- 観音前警備派出所（台東区浅草2丁目3番1号） - 2007年4月に観音前交番から変更

駐在所、地域安全センターはなし。